# Huainan
Huainan (chiń. 淮南; pinyin Huáinán) – miasto o statusie prefektury miejskiej we wschodnich Chinach, w prowincji Anhui, port nad rzeką Huai He. W 2010 roku liczba mieszkańców miasta wynosiła 1 264 768. Prefektura miejska w 1999 roku liczyła 2 055 755 mieszkańców. Ośrodek wydobycia węgla kamiennego oraz przemysłu energetycznego, hutniczego, maszynowego i nawozów sztucznych.

## Podział administracyjny
Prefektura miejska Huainan podzielona jest na:
- 5 dzielnic: Tianjia’an, Datong, Xiejiaji, Bagongshan, Panji,
- 2 powiaty: Fengtai, Shou.